# Grâce Mfwamba
Grâce Mfwamba Balongo, née le 17 septembre 1998, est une footballeuse congolaise qui jouant au poste attaquante pour le club de Premier League féminine saoudienne Al-Taraji et l'équipe nationale de la RD Congo.

## Carrière en club
Elle a joué également pour DCMP/Bikira et CSF Bikira en République démocratique du Congo, pour Malabo Kings en Guinée équatoriale et pour ALG Spor en Turquie.

## Carrière internationale
Mfwamba a été sélectionnée pour la RD Congo au niveau senior lors du Tournoi de qualification olympique féminin de la CAF 2020 ( premier tour) au cours de la saison 2022-23 de la Super Ligue féminine turque, elle a été transférée à Trabzonspor.